# Donnell Fire
De Donnell Fire was een grote natuurbrand in de Amerikaanse staat Californië van 1 augustus tot 28 november 2018. Ze begon door een onbewaakt kampvuur in de buurt van het Donnellreservoir in het Stanislaus National Forest, gelegen in Tuolumne County. Ze breidde snel uit, waardoor de Forest Service wegen en andere infrastructuur moest sluiten. De brand vernielde 148 km² en heel wat bouwwerken voor ze uitbrandde op 1 oktober. Het historische Dardanelle Resort en de Dardanelle Bridge uit 1933, beide in Dardanelle, werden verwoest. Er vielen 9 gewonden. De Bennett Juniper, een eeuwenoude jeneverbes ten zuidoosten van Dardanelle, werd bedreigd door de Donnell Fire, maar bleef uiteindelijk gespaard. Op 28 november 2018 werd de brand 100% onder controle verklaard.